# Compañia del Ferrocarril de Madrid a Cáceres y Portugal
A Compañia del Ferrocarril de Madrid a Cáceres y Portugal foi uma empresa ferroviária espanhola, que operou entre 1880 e 1893.

## História

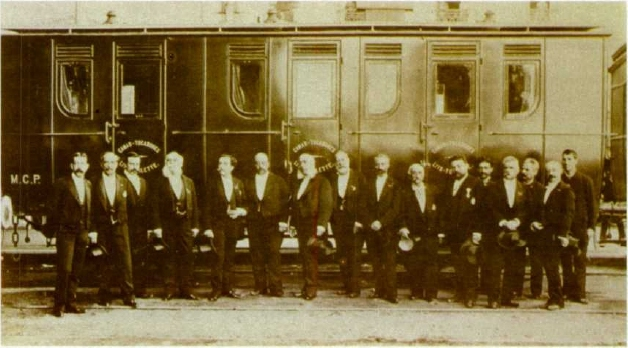
Primeira carruagem-cama que circulou entre Lisboa e Madrid, ao serviço da Compañía de los Ferrocarriles de Madrid a Cáceres y Portugal, em 1885.

### Antecedentes
Nos primórdios do caminho de ferro em Espanha, foram estudadas várias ligações entre a capital, Madrid, e os principais portos e as fronteiras internacionais; um dos planos contemplava a construção de uma linha até à fronteira portuguesa, passando pelas regiões de Badajoz e Cáceres. A primeira ligação ferroviária entre Portugal e Espanha foi inaugurada em 1863, quando a Linha do Leste atingiu a cidade de Badajoz; no entanto, a união à rede ferroviária castelhana apenas se realizou com a abertura da linha entre esta localidade e Ciudad Real, em 30 de Julho de 1866. Ainda assim, esta ligação não se revelou satisfatória, devido ao seu percurso, que tornava as viagens entre Madrid e Lisboa demasiado longas. Assim, as empresas ferroviárias espanholas aproveitaram os estudos primitivos, para a construção de um caminho de ferro contínuo entre as capitais ibéricas; em 2 de Fevereiro de 1871, foi instituída a Compañia del Ferrocarril del Tajo, uma empresa madrilena que recebeu a concessão para construir a linha entre Madrid e Malpartida de Plasencia. O restante troço, até à raia portuguesa, foi dividido em duas concessões,  uma respeitante à ligação entre Portugal e Cáceres, e a outra, ao troço desde aquela localidade até Malpartida; ambas as concessões foram atribuídas à Sociedad de los Ferrocarriles de Cáceres a Malpartida y a la frontera portuguesa, de capitais luso-espanhóis, e que era comparticipada pela Companhia Real dos Caminhos de Ferro Portugueses.

### Formação

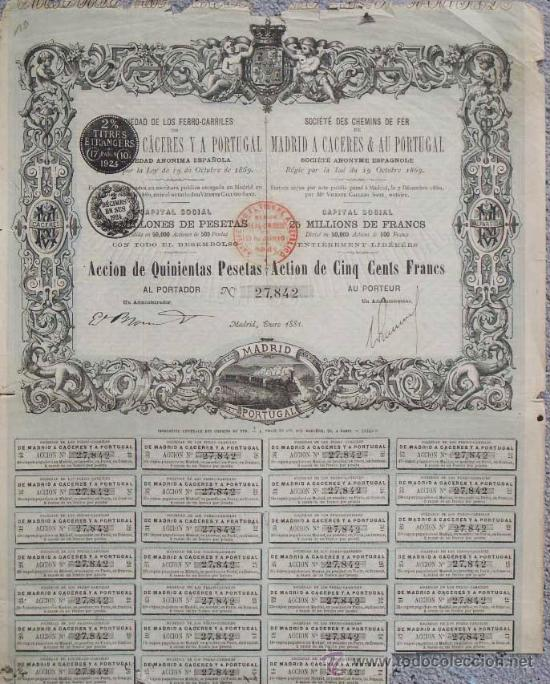
Acção de 500 pesetas, emitida pela Companhia em 1881.

Os contratos de ambas as Companhias já tinham sido elaborados com vista a uma futura fusão entre elas; assim, em 22 de Novembro de 1880, uma reunião em Paris deliberou, entre outras decisões, que a Sociedad de los Ferrocarriles de Cáceres a Malpartida y a la frontera portuguesa seria totalmente dissolvida, e que a Compañia del Ferrocarril del Tajo seria integrada numa nova companhia, que seria responsável por ambas as linhas. Esta empresa foi constituída no dia 7 de Dezembro do mesmo ano, em Madrid, com o nome de Compañia del Ferrocarril de Madrid a Cáceres y Portugal.
Entretanto, a união entre a fronteira, em Valência de Alcântara, e Cáceres entrou ao serviço em 15 de Outubro de 1880, tendo a ligação internacional sido inaugurada, com o Ramal de Cáceres, em 6 de Junho do mesmo ano. No entanto, a linha até Malpartida de Plasencia não começou a partir de Cáceres, como tinha sido previamente estabelecido, mas a partir das proximidades de Arroyo de la Luz, ficando, assim, aquela cidade isolada da linha principal entre as capitais ibéricas. Ao mesmo tempo, prosseguiam as obras entre Malpartida e Madrid, tendo esta linha entrado ao serviço no dia 28 de Outubro de 1881.

### Extinção
Em 1885, decidiu-se que a exploração da linha seria entregue à Companhia Real dos Caminhos de Ferro Portugueses, mas esta empresa teve de abdicar em 1891, devido a problemas financeiros; a Compañia de Madrid a Cáceres y Portugal ficou, assim, numa difícil situação económica, e, para evitar a interrupção da circulação ferroviária, os investidores franceses integraram, em 1893, esta empresa na Compañia de Explotación de los Ferrocarriles de Madrid a Cáceres y Portugal, y de Oeste.